# Menora

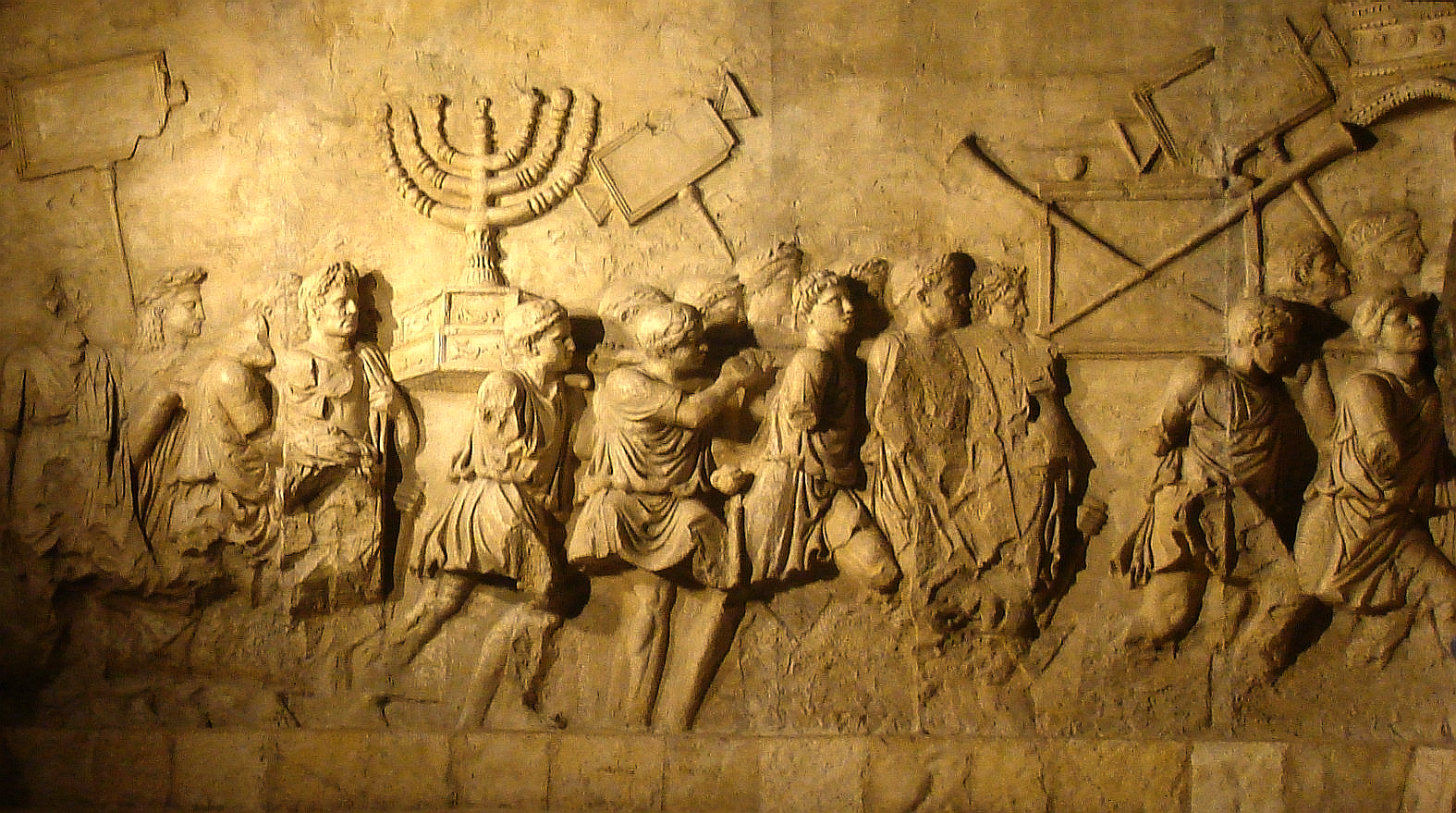
De menora van de tweede Joodse Tempel, afgebeeld op de Boog van Titus in Rome

Een menora (Hebreeuws: מְנוֹרָה) of menoure (Nederlands-Jiddisch) is een zevenarmige kandelaber/lampenstandaard, die gemaakt werd uit massief goud. Hij was het oude symbool voor de Israëlieten en een van de oudste symbolen voor het Jodendom in het algemeen. Volgens sommige bijbelcommentatoren symboliseert de menora de brandende braamstruik die Mozes zag op de Sinaï.
De menora heeft zeven armen en moet dus niet worden verward met de negenarmige kandelaber die bij het chanoekafeest wordt gebruikt, de chanoekia.

## De menora en de tabernakel / Joodse tempel
Volgens de Hebreeuwse Bijbel moest Mozes van God volgens precieze voorschriften een zevenarmige kandelaber laten maken en plaatsen in de Tabernakel, aan de zuidkant (Exodus 25:31-40, 26:35). In de Tempel van Salomo, zouden tien menora's hebben gebrand, vijf aan weerszijden (1 Koningen 7:49).
Historisch onderzoek heeft uitgewezen dat de menora in de vorm van een zevenarmige kandelaar nog geen cultusvoorwerp was in de periode voor de Tweede Tempel. Het verhaal in Exodus is een etiologische projectie van de Tweede tempel op de tabernakel.

## Symboliek
De Thora wordt vergeleken met het licht en de mitswot (geboden) met de lampen die het licht zichtbaar maken (Spreuken 6:23). Israël zal het licht der wereld zijn (Jesaja 60:3). Ook de ziel van de mens wordt voorgesteld als een lamp (Spreuken 20:27).
Na de verwoesting van de tweede tempel in 70 n.Chr. had de menora geen rituele betekenis meer in de tempeldienst. De menora uit de tempel werd als oorlogsbuit meegenomen en in Rome tentoongesteld in de Vredestempel. Wel kwam de Menora vaak voor als afbeelding in synagoges, op graftombes en op schilderijen. De zevenarmige menora afkomstig uit de Joodse tempel staat afgebeeld op de triomfboog van Titus en werd het voorbeeld voor de afbeelding van de menora als officieel symbool van de staat Israël.